# Milano-Vignola 1962
La Milano-Vignola 1962, decima edizione della corsa intitolata anche Memorial Fantini, si svolse il 12 agosto 1962 lungo un percorso totale di 235 km, con partenza da Rogoredo ed arrivo a Vignola. La vittoria fu appannaggio dell'italiano Vendramino Bariviera, il quale completò la gara in 5h44'00", alla media di 40,988 km/h precedendo i connazionali Alfredo Sabbadin e Mario Minieri.

## Ordine d'arrivo (Top 10)
| Pos. | Corridore            | Squadra       | Tempo    |
| ---- | -------------------- | ------------- | -------- |
| 1    | V. Bariviera         | Ghigi         | 5h44'00" |
| 2    | Alfredo Sabbadin     | Gazzola       | s.t.     |
| 3    | Mario Minieri        | Ghigi         | s.t.     |
| 4    | Franco Magnani       | Ghigi         | s.t.     |
| 5    | Giuliano Bernardelle | S. Pellegrino | s.t.     |
| 6    | Guido De Rosso       | Molteni       | a 46"    |
| 7    | Livio Trapè          | Ghigi         | s.t.     |
| 8    | Guido Boni           | Ghigi         | s.t.     |
| 9    | Catullo Ciacci       | Ghigi         | a 3'02"  |
| 10   | Nevio Vitali         | Ignis         | s.t.     |